# Elecciones municipales de Guatemala de 2019
Las elecciones municipales de Guatemala se desarrollaron el domingo 16 de junio de 2019, en las mismas se renovaron a los diferentes alcaldes y corporaciones de los 340 municipios en los 22 departamentos de Guatemala. Se realizaron simultáneamente a las elecciones presidenciales, legislativas y al parlamento centroamericano.

## Estructura de los gobiernos municipales
El gobierno de los municipios de Guatemala está a cargo de un Concejo Municipal, de conformidad con el artículo 254 de la Constitución Política de la República de Guatemala, que establece que «el gobierno municipal será ejercido por un consejo municipal». A su vez, el código municipal —que tiene carácter de ley ordinaria y contiene disposiciones que se aplican a todos los municipios de Guatemala— establece en su artículo 9 que «el consejo municipal es el órgano colegiado superior de deliberación y de decisión de los asuntos municipales… y tiene su sede en la circunscripción de la cabecera municipal». Por último, el artículo 33 del mencionado código establece que al «gobierno del municipio [le] corresponde con exclusividad al consejo municipal el ejercicio del gobierno del municipio».
El consejo municipal se integra de conformidad con lo que establece la Constitución en su artículo 254, es decir «por un consejo el cual se integra con el alcalde, los síndicos y concejales, electos directamente por sufragio universal y secreto para un periodo de cuatro años, pudiendo ser reelectos». Al respecto, el código municipal en el artículo 9 establece «que se integra por el alcalde, los síndicos y los concejales, todos electos directa y popularmente en cada municipio de conformidad con la ley de la materia».

## Candidatos
Se muestra el número de candidatos a alcalde por partido político en los 340 municipios del país.
| Partido | Partido                                      | Partido | Candidatos |
| ------- | -------------------------------------------- | ------- | ---------- |
|         | Unidad Nacional de la Esperanza              |         | 314/340    |
|         | Vamos                                        |         | 255/340    |
|         | Unión del Cambio Nacional                    |         | 206/340    |
|         | Frente de Convergencia Nacional              |         | 205/340    |
|         | Todos                                        |         | 161/340    |
|         | Valor                                        |         | 156/340    |
|         | Fuerza                                       |         | 152/340    |
|         | Movimiento Semilla                           |         | 143/340    |
|         | Compromiso, Renovación y Orden               |         | 132/340    |
|         | Bienestar Nacional                           |         | 130/340    |
|         | Partido Humanista de Guatemala               |         | 123/340    |
|         | Comités cívicos                              |         | 121/340    |
|         | Prosperidad Ciudadana                        |         | 120/340    |
|         | Visión con Valores                           |         | 115/340    |
|         | Partido Unionista                            |         | 111/340    |
|         | Movimiento para la Liberación de los Pueblos |         | 109/340    |
|         | Podemos                                      |         | 76/340     |
|         | Unidad Revolucionaria Nacional Guatemalteca  |         | 75/340     |
|         | Movimiento Libre                             |         | 69/340     |
|         | Victoria                                     |         | 59/340     |
|         | Encuentro por Guatemala                      |         | 58/340     |
|         | Convergencia                                 |         | 57/340     |
|         | WINAQ                                        |         | 54/340     |
|         | Avanza                                       |         | 47/340     |
|         | Unidos                                       |         | 44/340     |
|         | Partido de Avanzada Nacional                 |         | 41/340     |
|         | Partido Productividad y Trabajo              |         | 36/340     |

## Encuestas

### Ciudad de Guatemala
| Encuestadora       | Fecha            | Muestra | Avendaño PHG | Brolo Vamos  | García Fuerza | González CREO | Marroquín EG | Quiñónez Unionista | Sánchez UNE | Véliz Semilla | Otros | Ninguno | Liderando |      |     |     |     |      |     |
| ------------------ | ---------------- | ------- | ------------ | ------------ | ------------- | ------------- | ------------ | ------------------ | ----------- | ------------- | ----- | ------- | --------- | ---- | --- | --- | --- | ---- | --- |
| Encuestadora       | Fecha            | Muestra | CID-Gallup   | 1–7 de junio | 1.388         | 1             | 1            | 1                  | 28.9        | 1             | Otros | Ninguno | Liderando | 32.7 | 3.7 | 3.4 | 8.7 | 17.9 | 3.8 |
| Prodatos           | 24–29 de mayo    | 506     | 0.4          | 1.4          | 3.5           | 24.9          | 1.6          | 38.5               | 2.8         | 4.1           | 9.6   | 13.2    | 13.6      |      |     |     |     |      |     |
| Demoscopia         | 31 de mayo       | 600     | —            | —            | 0.7           | 25.6          | —            | 39.8               | —           | 0.7           | 7.0   | 27.1    | 13.3      |      |     |     |     |      |     |
| OPol Consultores   | 20–23 de mayo    | 2.200   | 1.4          | 1.3          | 1.2           | 20.0          | 10.0         | 38.0               | —           | 1.0           | 0.2   | 26.9    | 18.0      |      |     |     |     |      |     |
| Borges y Asociados | 12–16 de mayo    | 600     | —            | —            | —             | 40.1          | —            | 37.2               | —           | —             | —     | 22.6    | 2.9       |      |     |     |     |      |     |
| Borges y Asociados | 12–16 de mayo    | 600     | 1.6          | 1.8          | 0.6           | 32.7          | 0.9          | 28                 | —           | 2.8           | 4.5   | 27.1    | 4.7       |      |     |     |     |      |     |
| Demoscopia         | 9–11 de mayo     | 600     | —            | —            | 2.5           | 22.2          | —            | 36.2               | —           | 4.6           | 8.9   | 25.6    | 14.0      |      |     |     |     |      |     |
| Borges y Asociados | 14–17 de abril   | 600     | —            | —            | —             | 37.6          | —            | 31.4               | —           | —             | —     | 30.9    | 6.2       |      |     |     |     |      |     |
| Borges y Asociados | 14–17 de abril   | 600     | 1.3          | 1.2          | 1.2           | 36.9          | 2.0          | 31.4               | —           | 1.0           | 0.4   | 24.6    | 5.5       |      |     |     |     |      |     |
| Borges y Asociados | 14–17 de febrero | 600     | —            | —            | —             | 31.7          | —            | 29.3               | —           | —             | —     | 39      | 2.4       |      |     |     |     |      |     |

## Resultados electorales

### Alcaldes salientes y electos de las cabeceras departamentales
| Municipio             | Población | Alcalde saliente     | Partido | Partido | Alcalde electo       | Partido | Partido  |
| --------------------- | --------- | -------------------- | ------- | ------- | -------------------- | ------- | -------- |
| Ciudad de Guatemala   | 995,130   | Ricardo Quiñónez     |         | PU      | Ricardo Quiñónez     |         | PU       |
| Cobán                 | 299.673   | Jorge Cordová        |         | LIDER   | Leonel Chacón        |         | Valor    |
| Jalapa                | 181.437   | Mario Estrada Ruano  |         | UCN     | Rafael Sandoval      |         | UNE      |
| Jutiapa               | 174.056   | Edwin Castillo       |         | PP      | Gabriel Rosales      |         | Valor    |
| Escuintla             | 170.543   | Abraham Rivera       |         | LIDER   | Abraham Rivera       |         | Victoria |
| Quetzaltenango        | 168.880   | Luis Grijalva        |         | EG      | Juan Fernando López  |         | PHG      |
| Chimaltenango         | 165.504   | Carlos Simaj         |         | UNE     | Carlos Simaj         |         | UNE      |
| Sololá                | 163.856   | Lisandro Iboy        |         | CC      | Carlos Guarquez      |         | URNG     |
| Totonicapán           | 160.343   | Luis Herrera         |         | LIDER   | Luis Herrera         |         | UNE      |
| Santa Cruz del Quiché | 135.409   | José Francisco Pérez |         | PP      | José Francisco Pérez |         | UNE      |
| Huehuetenango         | 128.687   | Gerónimo Martínez    |         | LIDER   | Gustavo Cano         |         | Vamos    |
| Puerto Barrios        | 119.490   | Hugo Sarceño         |         | Todos   | Hugo Sarceño         |         | PC       |
| Mazatenango           | 116.532   | Manuel Delgado       |         | CC      | Camilo Hernández     |         | UNE      |
| Chiquimula            | 108.376   | Rolando Aquino       |         | CC      | Rolando Aquino       |         | CC       |
| Retalhuleu            | 97.841    | Luis Galindo         |         | LIDER   | Pablo Villatoro      |         | BIEN     |
| Zacapa                | 80.351    | Julio Enríquez       |         | CC      | Vacante              |         | CC       |
| Flores                | 74,836    | Carlos Caal          |         | LIDER   | Mayra Palencia       |         | Vamos    |
| Salamá                | 64.162    | Byron Tejeda         |         | CC      | Byron Tejada         |         | UNE      |
| San Marcos            | 63.858    | Gabriel López        |         | LIDER   | Willy René Juárez    |         | CC       |
| Cuilapa               | 51.204    | Esvin Marroquín      |         | PP      | Esvin Marroquin      |         | PC       |
| Antigua Guatemala     | 46.827    | Susana Asencio       |         | CC      | Víctor Pozo          |         | Todos    |
| Guastatoya            | 26.410    | Jorge Orellana       |         | LIDER   | Jorge Orellana       |         | UNE      |

### Alcaldes electos por municipio
| Municipio                      | Partido político o comité civico | Alcalde electo                               |
| Departamento de Guatemala      | Departamento de Guatemala        | Departamento de Guatemala                    |
| ------------------------------ | -------------------------------- | -------------------------------------------- |
| Guatemala de la Asunción       | UNIONISTA                        | Ricardo Quiñonez Lemus                       |
| Santa Catarina Pinula          | UNIONISTA                        | Sebastián Siero Asturias                     |
| San José Pinula                | UNE                              | Miguel Ángel Solares Montenegro              |
| San José Del Golfo             | VAMOS                            | José Rocael Chamale Enríquez                 |
| Palencia                       | UNE                              | Guadalupe Alberto Reyes Aguilar              |
| Chinautla                      | UNE                              | Brenda Elizabeth Del Cid Medrano Montiel     |
| San Pedro Ayampuc              | UNE                              | José Fredy Peláez Ávalos                     |
| Mixco                          | TODOS                            | Neto Bran Montenegro                         |
| San Pedro Sacatepéquez         | CREO                             | Noe Leopoldo Boror Hernández                 |
| San Juan Sacatepéquez          | TODOS                            | Juan Carlos Pellecer Agustín                 |
| San Raymundo                   | UCN                              | Joel Humberto Choy Yoc                       |
| Chuarrancho                    | UNE                              | Alejandro González Xajap                     |
| Fraijanes                      | PHG                              | Wilton Leonardo Berreondo Figueroa           |
| Amatitlán                      | VALOR                            | Mainor Guillermo Orellana Mazariegos         |
| Villa Nueva                    | FUERZA                           | Javier Alejandro Gramajo Escobar             |
| Villa Canales                  | UNE                              | Julio Daniel Marroquin Ordóñez               |
| Petapa                         | VALOR                            | Mynor Rolando Morales Chávez                 |
| Departamento de Sacatepéquez   |                                  |                                              |
| Antigua Guatemala              | TODOS                            | Victor Hugo Del Pozo Coronado                |
| Jocotenango                    | MarCus                           | Marcus Alexander González Pérez              |
| Pastores                       | MUP                              | Hugo Leonel Mendoza Reyes                    |
| Sumpango                       | CCSS                             | Carlos Enrique Cubur Sula                    |
| Santo Domingo Xenacoj          | FUERZA                           | David Aniceto Aquino Chocoyo                 |
| Santiago Sacatepéquez          | FUERZA                           | Salomón Itzol Pec                            |
| San Bartolomé Milpas Altas     | PC                               | Rosalío Axpuac Martínez                      |
| San Lucas Sacatepéquez         | UNE                              | Jorge Adan Rodríguez Dieguez                 |
| Santa Lucía Milpas Altas       | TODOS                            | Augusto Agustín Vicente                      |
| Magdalena Milpas Altas         | UNE                              | Juan Francisco Pérez Méndez                  |
| Santa María De Jesús           | UNE                              | Daniel Sunun Sica                            |
| Ciudad Vieja                   | LIBRE                            | Clemente Federico Arturo Bethancourt Sánchez |
| San Miguel Dueñas              | UNIONISTA                        | José Otilio Barrientos Cabrera               |
| Alotenango                     | UNIDOS                           | Sergio Gonzalo Sul Civil                     |
| San Antonio Aguas Calientes    | PC                               | Elwin Hernández Zamora                       |
| Santa Catarina Barahona        | TODOS                            | Elmer Neftalí Ordóñez López                  |
| Departamento de Chimaltenango  |                                  |                                              |
| Chimaltenango                  | UNE                              | Carlos Alexander Simaj Chan                  |
| San José Poaquil               | VAMOS                            | Carlos Similox Sisimit                       |
| San Martín Jilotepeque         | MAS UNIDOS                       | Bartolomé Chocoj Camey                       |
| Comalapa                       | UNE                              | Justo Rufino Similox Pichiya                 |
| Santa Apolonia                 | UNE                              | Francisco Tepaz Aju                          |
| Tecpán Guatemala               | TRIGO                            | Obispo Pablo Puac Puac                       |
| Patzún                         | VAMOS                            | Guadalupe Cojti Xulu                         |
| Pochuta                        | UNE                              | José Benjamin Vásquez Reyes                  |
| Patzicía                       | VAMOS                            | Joel Justiniano Esquit Sanum                 |
| Santa Cruz Balanyá             | PC                               | Enio Oswaldo Juárez Roquel                   |
| Acatenango                     | UNE                              | Isaías Marroquin Figueroa                    |
| Yepocapa                       | UNE                              | Bernabe Ajin Vicente                         |
| San Andrés Itzapa              | C.C.I.H.                         | Francisco Tojin Vásquez                      |
| Parramos                       | PODEMOS                          | Alicia Méndez González Castañeda             |
| Zaragoza                       | Zaragoza por Siempre             | Hugo Leonel Pérez Melendez                   |
| El Tejar                       | FCN-NACION                       | Julio Axel Figueroa Muñoz                    |
| Departamento de El Progreso    |                                  |                                              |
| Guastatoya                     | UNE                              | Jorge Antonio Orellana Pinto                 |
| Morazán                        | UNE                              | Marco Tulio Arriaza Cordova                  |
| San Agustín Acasaguastlán      | PHG                              | José Manuel Marroquin Hichos                 |
| San Cristóbal Acasaguastlán    | CREO                             | Edgar Humberto Castañeda Ruano               |
| El Jícaro                      | PC                               | José Francisco Mejia Flores                  |
| Sansare                        | UNE                              | Alex Donaldo Castañeda Mejia                 |
| Sanarate                       | UNE                              | Victor Israel Guerra Zavala                  |
| San Antonio La Paz             | VAMOS                            | Nubere Agustin Lopez Lopez                   |
| Departamento de Escuintla      |                                  |                                              |
| Escuintla                      | VICTORIA                         | Edgar Abraham Rivera Estevez                 |
| Santa Lucía Cotzumalguapa      | PPT                              | Romeo Ramos Cruz                             |
| La Democracia                  | PODEMOS                          | Dora Aldina Perez Martinez                   |
| Siquinalá                      | CREO                             | Edgar Roberto Alvarez Veliz                  |
| Masagua                        | UNE                              | Aura Marina Orantes Gaitan De Bran           |
| Tiquisate                      | UCN                              | Juan Francisco Carias Vivar                  |
| La Gomera                      | UNE                              | Floridalma Morales Contreras                 |
| Guanagazapa                    | UNE                              | Weimer Wuilfredo Reyes Castillo              |
| San José                       | UNE                              | Marco Vinicio Najarro Cruz                   |
| Iztapa                         | PC                               | Mario Rolando Mejia Alfaro                   |
| Palín                          | VAMOS                            | José Ricardo Quezada                         |
| San Vicente Pacaya             | UNE                              | Axel Catalino Gonzalez                       |
| Nueva Concepción               | UNE                              | José Adolfo Posuelos Suárez                  |
| Sipacate                       | FCN-NACION                       | Walter Orlando Najera González               |
| 'Departamento de Santa Rosa'   |                                  |                                              |
| Cuilapa                        | PC                               | Esvin Fernando Marroquin Tupas               |
| Barberena                      | UNIONISTA                        | Rubelio Recinos Corea                        |
| Santa Rosa De Lima             | CCS                              | Llan Carlos Davila Arevalo                   |
| Casillas                       | UCN                              | Dayri Benjamin Bocanegra Salazar             |
| San Rafael Las Flores          | UNE                              | Roberto De Jesús Pivaral Y Pivaral           |
| Oratorio                       | PC                               | Ely Yovany Orozco Martínez                   |
| San Juan Tecuaco               | UCN                              | Wilian Alonzo García Y García                |
| Chiquimulilla                  | PC                               | Rubén Dario Escobar Ruiz                     |
| Taxisco                        | UNE                              | Uben Castillo Orantes                        |
| Santa María Ixhuatán           | UNE                              | Jorge Alexis Quevedo Divas                   |
| Guazacapán                     | UNE                              | Francisco Orantes                            |
| Santa Cruz Naranjo             | CCS                              | Carlos Salvador Rodríguez Revolorio          |
| Pueblo Nuevo Viñas             | UCN                              | Cristiams Josue Blanco Fajardo               |
| Nueva Santa Rosa               | UNE                              | José Enrrique Arredondo Amaya                |
| Departamento de Sololá         |                                  |                                              |
| Sololá                         | URNG MAIZ                        | Carlos Humberto Guarquez Ajiquichi           |
| San José Chacayá               | UNE                              | Luis Florencio García Chuta                  |
| Santa María Visitación         | VAMOS                            | Mario Roberto Dionisio Dionisio              |
| Santa Lucía Utatlán            | VIVA                             | Macario Encarnacion Joj Yac                  |
| Nahualá                        | VAMOS                            | Manuel Guarchaj Tzep                         |
| Santa Catarina Ixtahuacán      | UNE                              | Pascual Tambriz Tzep                         |
| Santa Clara La Laguna          | UCN                              | Francisco Chavajay Saquic                    |
| Concepción                     | FUERZA                           | Pedro Juracan Leja                           |
| San Andrés Semetabaj           | URNG MAIZ                        | Gaspar Chumil Morales                        |
| Panajachel                     | PC                               | Cesar Pablo Piedrasanta Rodríguez            |
| Santa Catarina Palopó          | VAMOS                            | Cruz Sajvin Ordóñez                          |
| San Antonio Palopó             | CREO                             | Aníbal Beltran Carrillo Motta                |
| San Lucas Tolimán              | CCEA                             | Jonatan Lopez Pacheco                        |
| Santa Cruz La Laguna           | FUERZA                           | Bartolo Simaj Balcot                         |
| San Pablo La Laguna            | UNE                              | Juan Ujpan Piy                               |
| San Marcos La Laguna           | PHG                              | Vicente Raul Puzul Mendoza                   |
| San Juan La Laguna             | VAMOS                            | Flavio Jose Yojcom García                    |
| San Pedro La Laguna            | URNG MAIZ                        | Edwin Mauricio Mendez Puac                   |
| Santiago Atitlán               | VAMOS                            | Bartolomé Ajchomajay Tacaxoy                 |
| Departamento de Totonicapán    |                                  |                                              |
| Totonicapán                    | UNE                              | Luis Alfredo Herrera Amado                   |
| San Cristóbal Totonicapán      | FCN-NACION                       | Gaspar Chay Hic                              |
| San Francisco El Alto          | VAMOS                            | José Manuel Gomez García                     |
| San Andrés Xecul               | UNE                              | Faustino Ricardo Chan Cux                    |
| Momostenango                   | TODOS                            | Santiago Vicente Chanchavac                  |
| Santa María Chiquimula         | VICTORIA                         | Juan Justo Lux Carrillo                      |
| Santa Lucía La Reforma         | VAMOS                            | Pedro Osorio Quinillo                        |
| San Bartolo                    | VAMOS                            | Rudy Eduardo Chun Perez                      |
| Departamento de Quetzaltenango |                                  |                                              |
| Quetzaltenango                 | PHG                              | Juan Fernando López                          |
| Salcajá                        | CREO                             | Rolando Miguel Ovalle Barrios                |
| Olintepeque                    | BIEN                             | Carlos Enrique Baten Gomez                   |
| San Carlos Sija                | VALOR                            | Hugo Arlando García Mazariegos               |
| Sibilia                        | TODOS                            | Gelver Facundo Ochoa Gramajo                 |
| Cabricán                       | UNE                              | Eleazar Esau Lopez Y Lopez                   |
| Cajolá                         | FCN-NACION                       | Juan Gomez Lopez                             |
| San Miguel Sigüilá             | CREO                             | Aníbal Diaz Vicente                          |
| Ostuncalco                     | UNE                              | Felix Luis Marroquin Escalante               |
| San Mateo                      | UNE                              | Elvin Yobany Cifuentes Escobar               |
| Concepción Chiquirichapa       | PAPA                             | Remigio Hernandez Lorenzo                    |
| San Martín Sacatepéquez        | VIVA                             | Juan De Leon Salez                           |
| Almolonga                      | VAMOS                            | Oscar Paul Gonon Nimatuj                     |
| Cantel                         | TODOS                            | David Joel Chojolan Zorin                    |
| Huitán                         | UNE                              | Cesar Augusto Calderón López                 |
| Zunil                          | BIEN                             | Julio Cesar Xicay Poz                        |
| Colomba                        | UNE                              | Isidro Herminio Castillo Díaz                |
| San Francisco La Unión         | VIVA                             | Juan Anacleto Hernández Huinac               |
| El Palmar                      | VALOR                            | Rene Haroldo Ramírez Méndez                  |
| Coatepeque                     | UNE                              | Alfonso García Junco Hemmerling              |
| Génova                         | VALOR                            | Edgar Amilcar Escalante Morales              |
| Flores Costa Cuca              | VAMOS                            | Mario Rene Lozano Giron                      |
| La Esperanza                   | TODOS                            | Abrahim Zelada López                         |
| Palestina De Los Altos         | UNE                              | Ini Velter Morales Castillo                  |
| Departamento de Suchitepéquez  |                                  |                                              |
| Mazatenango                    | C.C.C.                           | Manuel De Jesús Delgado Sagarminaga          |
| Cuyotenango                    | UCN                              | Jorge Arturo Reyes Ceballos                  |
| San Francisco Zapotitlán       | UCN                              | Carlos Rene Chavez Kestler                   |
| San Bernardino                 | URNG MAIZ                        | Lorenzo Ignacio Santos                       |
| San José El Ídolo              | UNE                              | Alfredo Oliva Lam                            |
| Santo Domingo Suchitepéquez    | UCN                              | Marvin Gustavo Perez Gualip                  |
| San Lorenzo                    | FCN-NACION                       | Henry Estuardo Ayala Dardon                  |
| Samayac                        | UNE                              | Camilo Felipe Hernández Lopez                |
| San Pablo Jocopilas            | UCN                              | Melvin Paolo Macario Taquiej                 |
| San Antonio Suchitepéquez      | UNE                              | Edgar Mauricio Ovalle Siguan                 |
| San Miguel Panán               | UCN                              | Gilberto Rocael Arauz Cal                    |
| San Gabriel                    | PHG                              | Remigio Noj Ramos                            |
| Chicacao                       | UNE                              | Uri Antulio Maldonado De Leon                |
| Patulul                        | PAN                              | Cesar Augusto Calderon Uribio                |
| Santa Bárbara                  | UCN                              | Efrain Coche González                        |
| San Juan Bautista              | PC                               | Victor Haroldo Oviedo Ajcalon                |
| Santo Tomás La Unión           | SEMILLA                          | Pedro Augusto Chavaloc Aguilar               |
| Zunilito                       | UNE                              | Rudi Eduardo Edelman Cop                     |
| Pueblo Nuevo                   | PHG                              | Diego Lux Lux                                |
| Río Bravo                      | UNE                              | Juan Francisco Lopez Diaz                    |
| San José La Máquina            | SEMILLA                          | Alberto Martínez López                       |
| Departamento de Retalhuleu     |                                  |                                              |
| Retalhuleu                     | BIEN                             | Pablo José Villatoro Flores                  |
| San Sebastián                  | VALOR                            | Oscar David Taleon Alban                     |
| Santa Cruz Muluá               | VALOR                            | Elio Francisco Puac Castillo                 |
| San Martín Zapotitlán          | TODOS                            | Blanca Estela Mendoza Méndez                 |
| San Felipe                     | VALOR                            | Adonias Jehu Salazar Quezada                 |
| San Andrés Villa Seca          | UNE                              | Marco Tulio De Leon Solares                  |
| Champerico                     | UNE                              | Rosalio López López                          |
| Nuevo San Carlos               | VALOR                            | Juan Carlos Escobar Maldonado                |
| El Asintal                     | UNE                              | Hugo Ranferi Escobar Barrios                 |
| Departamento de San Marcos     |                                  |                                              |
| San Marcos                     | CUM                              | Willy Rene Juárez González                   |
| San Pedro Sacatepéquez         | VAMOS                            | Juan Eliezer González González               |
| San Antonio Sacatepéquez       | UCN                              | Oscar Jonatan Perez Cardona                  |
| Comitancillo                   | UNE                              | Héctor López Ramírez                         |
| San Miguel Ixtahuacán          | BIEN                             | Timoteo Feliciano Velasquez Bamaca           |
| Concepción Tutuapa             | BIEN                             | Ofelio Joel Morales Simon                    |
| Tacaná                         | BIEN                             | Eulalio Nicacio De Leon Velasquez            |
| Sibinal                        | BIEN                             | Walter Rodrigo Roblero Ortiz                 |
| Tajumulco                      | UNE                              | José Eliseo Chavez Chavez                    |
| Tejutla                        | TODOS                            | Haroldo Crecencio Velasquez Ortega           |
| San Rafael Pie De La Cuesta    | C.C.N.I.                         | Over Leonel Reyna Escobar                    |
| Nuevo Progreso                 | CCAM                             | Rogelio Salvador Castillo Alvarado           |
| El Tumbador                    | CREO                             | Diego Armando Ochoa Bautista                 |
| El Rodeo                       | CREO                             | Crysthian Omar Escobar Angel                 |
| Malacatán                      | CREO                             | Emilio Obdulio Galvez Perez                  |
| Catarina                       | CREO                             | Fulbio Ludvin Perez De Leon                  |
| Ayutla                         | CCC                              | Eustaquio Ruben Mendez De Leon               |
| Ocós                           | CCLP                             | Carlos Danilo Preciado Navarijo              |
| San Pablo                      | UCN                              | Rudy Danilo Martinez Ocaña                   |
| El Quetzal                     | UCN                              | Adoram Esau Miranda Vasquez                  |
| La Reforma                     | UCN                              | Edgar Francisco Solano Alcazar               |
| Pajapita                       | TODOS                            | Julio Cesar Lam Calderon                     |
| Ixchiguán                      | VAMOS                            | Mario Alberto Chávez Chávez                  |
| San José Ojetenam              | VAMOS                            | Bayron David Chaj González                   |
| San Cristóbal Cucho            | VAMOS                            | Wilman Hernan Orozco Orozco                  |
| Sipacapa                       | CREO                             | Ernesto Ramiro Bautista Rafael               |
| Esquipulas Palo Gordo          | FCN-NACION                       | Exadillas Dionel Ramos Aguilar               |
| Río Blanco                     | PHG                              | Oscar Tereso Álvarez Abelarde                |
| San Lorenzo                    | FCN-NACION                       | Roldan Josue Tema Coronado                   |
| La Blanca                      | UCN                              | Edilma Elizabeth Navarijo De León            |
| Departamento de Huehuetenango  |                                  |                                              |
| Huehuetenango                  | VAMOS                            | Gustavo Adolfo Cano Villatoro                |
| Chiantla                       | UNE                              | Elvis Gilberto Tello Alvarado                |
| Malacatancito                  | UNE                              | Irma Elizabeth Ávila Alvarado                |
| Cuilco                         | UNE                              | Manrique Obel Galvez De Leon                 |
| Nentón                         | FCN-NACION                       | Rudi Gordillo Velasco                        |
| San Pedro Necta                | FCN-NACION                       | Julio Amilcar Ambrocio Ramírez               |
| Jacaltenango                   | UNE                              | Juan Antonio Camposeco Delgado               |
| Soloma                         | FUERZA                           | Felipe Domingo Bacilio Pedro                 |
| Ixtahuacán                     | UNE                              | Elias Ortiz Andres                           |
| Santa Bárbara                  | UNE                              | Efrain López Gómez                           |
| La Libertad                    | UNE                              | Oscar Armindo Pérez                          |
| La Democracia                  | FUERZA                           | Santiago Aminabad Molina López               |
| San Miguel Acatán              | UCN                              | Alonzo Carlos Miguel                         |
| San Rafael La Independencia    | UNE                              | Emilio Francisco Andrés                      |
| Todos Santos Cuchumatán        | CREO                             | Martin Jiménez Jeronimo                      |
| San Juan Atitán                | UCN                              | Santos Hernández Godinez                     |
| Santa Eulalia                  | UNE                              | Augusto Sebastian Francisquez Perez          |
| San Mateo Ixtatán              | UCN                              | Andres Santizo Gómez                         |
| Colotenango                    | UCN                              | Romeo Domingo Gómez                          |
| San Sebastián Huehuetenango    | UCN                              | Rigoberto Sales Sales                        |
| Tectitán                       | URNG MAIZ                        | Dony Rossembert Angel Borrayes               |
| Concepción Huista              | FCN-NACION                       | Juan Ahilon Vargas                           |
| San Juan Ixcoy                 | CONVERGENCIA                     | Andres Rafael Lopez                          |
| San Antonio Huista             | TODOS                            | Lindin Marin Morales Saenz                   |
| San Sebastián Coatán           | UCN                              | Juan Sebastian Diego Juan                    |
| Barillas                       | CREO                             | Gilberto Francisco Manuel                    |
| Aguacatán                      | FCN-NACION                       | Pablo Escobar Méndez                         |
| San Rafael Petzal              | UNE                              | Kalinery Morales Sales                       |
| San Gaspar Ixchil              | UCN                              | Sebastián García Pérez                       |
| Santiago Chimaltenango         | UNE                              | Froylan Elias Aguilar Jimenez                |
| Santa Ana Huista               | TODOS                            | Edin Morales Figueroa                        |
| Unión Cantinil                 | UNE                              | Osmar Alexander Tello Figueroa               |
| Petatán                        | CONVERGENCIA                     | Juan Bernardo Hernandez Domingo              |
| Departamento de Quiché         |                                  |                                              |
| Santa Cruz Del Quiché          | UNE                              | José Francisco Pérez Reyes                   |
| Chiché                         | SEMILLA                          | Mario Frederick Tiño Lindo                   |
| Chinique                       | UNE                              | Mayrol Gregorio Juárez Pérez                 |
| Zacualpa                       | PC                               | Sabino Herwin Calachij Gutierrez             |
| Chajul                         | VAMOS                            | Juan Mateo Bop                               |
| Chichicastenango               | UNE                              | Manuel Tebelan Calgua                        |
| Patzité                        | UNE                              | Melchor Aguare Calel                         |
| San Antonio Ilotenango         | UNE                              | Domingo Ajeataz Cho                          |
| San Pedro Jocopilas            | TODOS                            | Nicolas López Mendoza                        |
| Cunén                          | UNE                              | Pedro Alejandro Pu Canto                     |
| San Juan Cotzal                | VALOR                            | Jacinto Sambrano Medina                      |
| Joyabaj                        | UNE                              | Florencio Carrascoza Gamez                   |
| Nebaj                          | PC                               | Virgilio Geronimo Bernal Guzmán              |
| San Andrés Sajcabajá           | VAMOS                            | Pedro Tix Gonzales                           |
| Uspantán                       | UNE                              | Victor Hugo Figueroa Pérez                   |
| Sacapulas                      | UNE                              | Alberto Lux Tzunux                           |
| San Bartolomé Jocotenango      | VAMOS                            | Joaquin Xotoy Tum                            |
| Canillá                        | UNE                              | Yanuario Urizar Anzueto                      |
| Chicamán                       | UNE                              | Pedro Gamarro Morales                        |
| Ixcán                          | UNE                              | Antonio Elias Calel                          |
| Pachalum                       | VAMOS                            | Boanerges Velasquez Duarte                   |
| Departamento de Baja Verapaz   |                                  |                                              |
| Salamá                         | UNE                              | Victor Jordan De La Cruz Cruz                |
| San Miguel Chicaj              | COCIEES                          | Fernando Calate Cuquej                       |
| Rabinal                        | COCIECH                          | Octaviano Alvarado García                    |
| Cubulco                        | TODOS                            | Tomas Marcelino Alonzo Teletor               |
| Granados                       | UNIDOS                           | Marvin Ovidio Canahui Marroquin              |
| El Chol                        | UNE                              | Enrique Milian Perez                         |
| San Jerónimo                   | TODOS                            | Gilberto Salomon Lopez Alcantara             |
| Purulhá                        | UNE                              | Guillermo Efrain Ramos Ortiz                 |
| Departamento de Alta Verapaz   |                                  |                                              |
| Cobán                          | VALOR                            | Leonel Arturo Chacon Barrios                 |
| Santa Cruz Verapaz             | TODOS                            | Efrain Cuc Moran                             |
| San Cristóbal Verapaz          | VALOR                            | Ovidio Choc Pop                              |
| Tactic                         | PC                               | Julio Baldomero Asig Isem                    |
| Tamahú                         | VALOR                            | Eduardo Moll Santa Cruz                      |
| Tucurú                         | UNE                              | Leonel Victoriano Guzman Argueta             |
| Panzós                         | UNE                              | Ernesto Ramirez Caal                         |
| Senahú                         | VALOR                            | Ariel Gonzalo Leal De León                   |
| San Pedro Carchá               | VICTORIA                         | Winter Coc Ba                                |
| San Juan Chamelco              | FCN-NACION                       | Ervin Orlando Tut Quim                       |
| Lanquín                        | VIVA                             | Roberto Pop Mo                               |
| Cahabón                        | FCN-NACION                       | Denis Cristian Fraatz Sierra                 |
| Chisec                         | UCN                              | Fidencio Lima Pop                            |
| Chahal                         | UNIONISTA                        | Luis Rodolfo Barrientos Figueroa             |
| Fray Bartolomé De Las Casas    | VICTORIA                         | Arnoldo Federico Fontana Hercules            |
| Santa Catalina La Tinta        | UNE                              | José Gilberto Artola Choc                    |
| Raxruhá                        | WINAQ                            | Carlos Tut Xol                               |
| Departamento de Petén          |                                  |                                              |
| Flores                         | VAMOS                            | Mayra Elizabeth Altan Palencia De Palacios   |
| San José                       | Mi Pueblo                        | Yobani Donaldo Cortez Zac                    |
| San Benito                     | UNE                              | Carlos Antonio Kuylen Morales                |
| San Andrés                     | BIEN                             | Milton Saul Méndez Fion                      |
| La Libertad                    | UNE                              | Gustavo Adolfo Diaz Diaz                     |
| San Francisco                  | FCN-NACION                       | Juan José Paredes Guzman                     |
| Santa Ana                      | BIEN                             | Cesar Augusto Garrido Rosado                 |
| Dolores                        | UNE                              | Marvin Rolando Cruz Guzman                   |
| San Luis                       | UCN                              | Macario Efrain Oliva Muralles                |
| Sayaxché                       | UNE                              | José María Cabnal Bol                        |
| Melchor De Mencos              | UNE                              | Luis Amado Yanes Mendoza                     |
| Poptún                         | VIVA                             | Vicente Alfredo Gil Castillo                 |
| Las Cruces                     | VIVA                             | Bayron Bernal Oliva                          |
| El Chal                        | VAMOS                            | Elías Calderón Álvarez                       |
| Departamento de Izabal         |                                  |                                              |
| Puerto Barrios                 | PC                               | Hugo Rene Sarceño Orellana                   |
| Lívingston                     | UCN                              | Luis Xol Rax                                 |
| El Estor                       | UNE                              | José Joel Lorenzo Flores                     |
| Morales                        | UNE                              | Maynor David Portillo Vásquez                |
| Los Amates                     | UNE                              | Nery Randolfo Cruz Pérez                     |
| Departamento de Zacapa         |                                  |                                              |
| Zacapa                         | AL RESCATE DE ZACAPA             | Mynor Amilcar Morales Vargas                 |
| Estanzuela                     | UCN                              | Mirna Yohaira Vargas Trujillo                |
| Río Hondo                      | TUNO                             | Oscar Ernesto Mata                           |
| Gualán                         | UCN                              | Luis Fernando Cordón Vargas                  |
| Teculután                      | BIEN                             | Cesar Augusto Paz Castañeda                  |
| Usumatlán                      | UCN                              | Andi Natanael Pacheco Vásquez                |
| Cabañas                        | UCN                              | Javier Antonio Ortiz García                  |
| San Diego                      | BIEN                             | Hugo Rene Villeda Portillo                   |
| La Unión                       | VAMOS                            | Edvin Gustavo Galván                         |
| Huité                          | UNE                              | Walter Joel Mateo Najera                     |
| San Jorge                      | BIEN                             | Oscar David Trujillo Sánchez                 |
| Departamento de Chiquimula     |                                  |                                              |
| Chiquimula                     | LA MUTA                          | Rolando Arturo Aquino Guerra                 |
| San José La Arada              | VAMOS                            | Melvin Licinio León Villeda                  |
| San Juan Ermita                | UNE                              | Miguel Ángel López Gutiérrez                 |
| Jocotán                        | UNE                              | Ramón Díaz Gutierrez                         |
| Camotán                        | TODOS                            | Noe Rolando Guerra Guerra                    |
| Olopa                          | UCN                              | José Jorge Lemus Espinoza                    |
| Esquipulas                     | DESARROLLO                       | Carlos José Lapola Rodríguez                 |
| Concepción Las Minas           | UCN                              | Juan Antonio Vanegas Hernández               |
| Quezaltepeque                  | UNE                              | Álvaro Rolando Morales Sandoval              |
| San Jacinto                    | UNE                              | Marvin Juventino Morales Palma               |
| Ipala                          | MILPA                            | Esduin Jerson Javier Javier                  |
| Departamento de Jalapa         |                                  |                                              |
| Jalapa                         | UNE                              | Rafael Alfredo Sandoval Cabrera              |
| San Pedro Pinula               | UNE                              | José Roberto Ramírez Guerra                  |
| San Luis Jilotepeque           | EL CÁNTARO                       | Juan Alberto Pérez Manuel                    |
| San Manuel Chaparrón           | UNE                              | Rafael Alcides Sandoval Rodríguez            |
| San Carlos Alzatate            | UCN                              | Fredi Omar García Galiano                    |
| Monjas                         | CCM                              | Saul López Escalante                         |
| Mataquescuintla                | UNE                              | Hector Felipe Guevara Pineda                 |
| Departamento de Jutiapa        |                                  |                                              |
| Jutiapa                        | VALOR                            | Luis Gabriel Rosales Orellana                |
| El Progreso                    | COCIPROG                         | Marvin Enrique Zepeda González               |
| Santa Catarina Mita            | FCN-NACION                       | William Geovanny Duarte Aguilar              |
| Agua Blanca                    | FCN-NACION                       | Julio César Guerra Cameros                   |
| Asunción Mita                  | COCIMI                           | Rene Francisco Guardado Lemus                |
| Yupiltepeque                   | UNE                              | Carlos Aníbal Godoy Torres                   |
| Atescatempa                    | UCN                              | José Mauricio Contreras Moran                |
| Jerez                          | UNE                              | Carlos Efraín Melgar Torres                  |
| El Adelanto                    | UNE                              | Teofilo Sinohe Corado Azmitia                |
| Zapotitlán                     | UNE                              | Hilmar Edgardo Quiñonez Y Quiñonez           |
| Comapa                         | FCN-NACION                       | Cesar Estuardo Vasquez Recinos               |
| Jalpatagua                     | UNE                              | Gustavo Adolfo Recinos Corea                 |
| Conguaco                       | UCN                              | Manuel González                              |
| Moyuta                         | FCN-NACION                       | Carlos Roberto Marroquin Fuentes             |
| Pasaco                         | UNE                              | Ottoniel Pineda Herrera                      |
| San José Acatempa              | UCN                              | Esteban Adolfo Castillo Y Castillo           |
| Quesada                        | FCN-NACION                       | Carlos Alberto Martínez Castellanos          |

### Por partido político
|                                                                                         | Unidad Nacional de la Esperanza              | 108 |
|                                                                                         | Unión del Cambio Nacional                    | 37  |
|                                                                                         | Comités cívicos                              | 30  |
|                                                                                         | Vamos                                        | 29  |
|                                                                                         | Todos                                        | 19  |
|                                                                                         | Frente de Convergencia Nacional              | 19  |
|                                                                                         | Valor                                        | 15  |
|                                                                                         | Compromiso, Renovación y Orden               | 13  |
|                                                                                         | Prosperidad Ciudadana                        | 13  |
|                                                                                         | Bienestar Nacional                           | 12  |
|                                                                                         | Fuerza                                       | 7   |
|                                                                                         | Visión con Valores                           | 6   |
|                                                                                         | Partido Humanista de Guatemala               | 7   |
|                                                                                         | Unidad Revolucionaria Nacional Guatemalteca  | 5   |
|                                                                                         | Partido Unionista                            | 5   |
|                                                                                         | Victoria                                     | 4   |
|                                                                                         | Movimiento Semilla                           | 3   |
|                                                                                         | Unidos                                       | 2   |
|                                                                                         | Podemos                                      | 2   |
|                                                                                         | Convergencia                                 | 3   |
|                                                                                         | WINAQ                                        | 1   |
|                                                                                         | Partido Productividad y Trabajo              | 1   |
|                                                                                         | Movimiento Libre                             | 1   |
|                                                                                         | Partido de Avanzada Nacional                 | 1   |
|                                                                                         | Encuentro por Guatemala                      | 0   |
|                                                                                         | Movimiento para la Liberación de los Pueblos | 0   |
|                                                                                         | Avanza                                       | 0   |
| Fuente: Tribunal Supremo Electoral Archivado el 6 de agosto de 2020 en Wayback Machine. |                                              |     |